# 小行星8798
小行星8798（英語：8798）是一颗围绕太阳公转的小行星。1981年3月7日，舒爾特·巴斯在赛丁泉山发现了此天体。
这颗小行星的绝对星等为287.38941等。